# Enrica Alifano
Enrica Alifano (Caserta, 31 gennaio 1967) è una politica italiana.

## Biografia
Nata a Caserta, vive a Casagiove. Nel 1989 si laurea in Giurisprudenza presso l’Università degli Studi di Napoli Federico II, conseguendo poi un dottorato di ricerca in Storia economica nel 1993, occupandosi di storia del Mezzogiorno. E' autrice di diverse pubblicazioni. Si è interessata dell'approvvigionamento alimentare di Napoli, del commercio di generi di prima necessità e di feudalità. Dal 2002 svolge la professione di avvocato penalista, abilitata al patrocinio innanzi alle giurisdizioni superiori, presso il foro di Santa Maria Capua Vetere.
Sposata, ha due figli.

### Attività politica
Si avvicina alla politica nel 2012, diventando un’attivista del Movimento 5 Stelle del meet-up di Casagiove. Dopo essere stata candidata “supplente” al Senato della Repubblica nella circoscrizione Campania - 01 alle elezioni politiche del 2018, alle elezioni politiche del 2022 viene eletta deputata per il Movimento 5 Stelle nel collegio plurinominale Campania 2 - 01.